# Isidoro de Alejandría (atleta)
Isidoro de Alejandría (en griego antiguo: Ἰσίδωρος Ἀλεξανδρεὺς, también conocido como Artemidoro de Alejandría en griego antiguo: Ἀρτεμίδωρος ὁ Ἀλεξανδρινός, siglo II) fue un atleta olímpico de la Antigüedad nacido en Alejandría.
Resultó dos veces ganador de la carrera a pie del estadio (la longitud de un estadio eran aproximadamente 192 m) durante los 243.º y 244.° Juegos Olímpicos, en 193 y 197 respectivamente.
Eusebio de Cesarea lo menciona en su libro Crónica como campeón olímpico.